# Serge Gnabry
Serge Gnabry (Stuttgart, 1995. július 14. –) német válogatott labdarúgó, jelenleg  a Bayern München játékosa, posztját tekintve támadó.

## Pályafutása

### Kezdetek
Serge Gnabry Stuttgartban született. Édesapja elefántcsontparti, édesanyja pedig német származású. Fiatalon rövidtávfutónak készült, de később kénytelen volt választani az atlétika és a futball között, és ő az utóbbi mellett döntött. Nevelő egyesülete a VfB Stuttgart volt.

### Arsenal
2010-ben az észak-londoni Arsenal csapata megvásárolta Gnabryt 100 000 font ellenében a német Stuttgart csapatától. 2011-től csatlakozott a felnőtt kerethez, ugyanis akkor töltötte be a 16. életévét. A 2011-12-es szezont nagyrészt az Arsenal U18-as csapatában töltötte, viszont kiemelkedő teljesítménye miatt felkerült a tartalékokhoz. A szezon végéhez közeledve 5 mérkőzés alatt 2 találatot jegyzett.
A 2012-13-as szezon jól kezdődött Gnabry számára, ugyanis felhívták a felnőtt kerethez az FC Köln elleni barátságos meccs előtt. A mérkőzésen a második félidőben váltotta Marván as-Samáh-ot a 69. percben. Tétmérkőzésen először 2012. szeptember 26-án egy Coventry City FC elleni ligakupa meccsen játszott, amikor a 72. percben állt be Alex Oxlade-Chamberlain helyére és az Arsenal győzött 6-1 arányban. 2012. október 20-án játszott az bajnokságban először a Norwich City FC ellen amikor csapatával 1-0-ra kikaptak a Carrow Roads-on. Gnabry ezzel a bemutatkozással az Arsenal harmadik legfiatalabb játékosa lett aki pályára lépett Jack Wilshere és Cesc Fàbregas után. Négy nap múlva mutatkozott be a Bajnokok Ligájában, ahol szintén csereként állt be, de a mérkőzésen az Arsenal csapata kikapott otthon az FC Schalke 04 csapatától. 2013. március 25-én a NextGen tornán a londoni együttes a CSZKA Moszkva U18-as csapata ellen játszott, a mérkőzésen egyetlenegy találat született ez pedig Gnabry nevéhez fűződött, így győzte le az Arsenal az ellenfelét.
A 2013-14-es szezonban Gnabry már a felnőtt keret teljes értékű tagja volt, a Stoke City FC ellen debütált kezdőként, a Swansea City AFC ellen pedig gólt is szerzett.

### Kölcsönben a West Bromwich Albionnál
2015. augusztus 7-én West Bromwich Albionhoz került kölcsönbe. Augusztus 23-án debütált  a Premier Leagueben a Chelsea elleni hazai mérkőzésen a 88.percben James Morrison cseréjeként, csapata 3–2-es vereséget szenvedett.

### Werder Bremen
2016. augusztus 31-én igazolt a Bundesligában szereplő Werder Bremen csapatához, 5 millió fontért.
2016. szeptember 17-én megszerezte az első gólját a brémai csapatban a Borussia Mönchengladbach csapata elleni 4–1-re elvesztett mérkőzésen a 72.percben.
2017. február 24-én a Wolfsburg otthonában dublázott, csapata pedig 2–1-es győzelmet aratott.
2017.  június 11-én a Bayern München leigazolta a válogatott játékost, aki néhány nappal előtte jelentette be, hogy elhagyja a Werder Brement.

## Válogatott
Gnabry többszörös korosztályos válogatott, ezek közül volt U16, U17 és az U18-as német labdarúgó-válogatott csapattagja. 2013. március 22-én a Német U18 a Francia U18-as labdarúgó válogatott ellen játszott, a meccsen 3:0 vezetett Franciaország idegenben, de Gnabry szépített az eredményen, és szerzett két találatot, bár a meccset ennek ellenére is elvesztették.

## Sikerei, díjai

### Klubcsapat
Arsenal
- Angol kupa (2): 2013–14, 2014–15
- Angol szuperkupa (2): 2014, 2015

Bayern München
- Német bajnok (3): 2018–19, 2019–20, 2020–21
- Német kupa (2): 2018–19, 2019–20
- Német szuperkupa (2): 2020, 2021
- UEFA-bajnokok ligája (1): 2019–20
- UEFA-szuperkupa (1): 2020
- FIFA-klubvilágbajnokság (1): 2020

### Válogatott
U21-es német válogatott
- U21-es Európa-bajnokság: 2017[22]

U23-as német válogatott
- Nyári olimpiai ezüstérem: 2016[23]

## Statisztikák

### Klub
2020. december 19-én lett frissítve.
| Klub                              | Szezon                  | League                  | League          | League | Nemzeti kupa    | Nemzeti kupa | Ligakupa        | Ligakupa | Nemzetközi kupa | Nemzetközi kupa | Egyéb           | Egyéb | Összesen        | Összesen |
| Klub                              | Szezon                  | Bajnokság               | Pályára lépések | Gólok  | Pályára lépések | Gólok        | Pályára lépések | Gólok    | Pályára lépések | Gólok           | Pályára lépések | Gólok | Pályára lépések | Gólok    |
| --------------------------------- | ----------------------- | ----------------------- | --------------- | ------ | --------------- | ------------ | --------------- | -------- | --------------- | --------------- | --------------- | ----- | --------------- | -------- |
| Arsenal                           | 2012–13                 | Premier League          | 1               | 0      | 0               | 0            | 1               | 0        | 2               | 0               | —               | —     | 4               | 0        |
| Arsenal                           | 2013–14                 | Premier League          | 9               | 1      | 2               | 0            | 2               | 0        | 1               | 0               | —               | —     | 14              | 1        |
| Arsenal                           | 2014–15                 | Premier League          | 0               | 0      | 0               | 0            | 0               | 0        | 0               | 0               | 0               | 0     | 0               | 0        |
| Arsenal összesen                  | Arsenal összesen        | Arsenal összesen        | 10              | 1      | 2               | 0            | 3               | 0        | 3               | 0               | 0               | 0     | 18              | 1        |
| West Bromwich Albion (kölcsönben) | 2015–16                 | Premier League          | 1               | 0      | 0               | 0            | —               | —        | 2               | 0               | —               | —     | 3               | 0        |
| Werder Bremen                     | 2016–17                 | Bundesliga              | 27              | 11     | 0               | 0            | —               | —        | —               | —               | —               | —     | 27              | 11       |
| 1899 Hoffenheim (kölcsönben)      | 2017–18                 | Bundesliga              | 22              | 10     | 1               | 0            | 3               | 0        | —               | —               | —               | —     | 26              | 10       |
| 1899 Hoffenheim II (kölcsönben)   | 2017–18                 | Regionalliga Südwest    | 1               | 0      | —               | —            | —               | —        | —               | —               | —               | —     | 1               | 0        |
| Bayern München                    | 2018–19                 | Bundesliga              | 30              | 10     | 5               | 3            | —               | —        | 7               | 0               | 0               | 0     | 42              | 13       |
| Bayern München                    | 2019–20                 | Bundesliga              | 31              | 12     | 5               | 2            | 9               | 9        | 0               | 0               | 0               | 0     | 45              | 23       |
| Bayern München                    | 2020–21                 | Bundesliga              | 12              | 4      | 0               | 0            | —               | —        | 5               | 0               | 2               | 0     | 19              | 4        |
| Bayern München összesen           | Bayern München összesen | Bayern München összesen | 73              | 26     | 10              | 5            | —               | —        | 22              | 9               | 2               | 0     | 107             | 40       |
| Teljes karrier                    | Teljes karrier          | Teljes karrier          | 134             | 48     | 13              | 5            | 5               | 0        | 28              | 9               | 2               | 0     | 182             | 62       |

### Válogatott
2021. december 12-én frissítve.
| Németország | Németország     | Németország | Németország |
| Év          | Pályára lépések | Gólok       |             |
| ----------- | --------------- | ----------- | ----------- |
| 2016        | 2               | 3           |             |
| 2017        | 0               | 0           |             |
| 2018        | 3               | 1           |             |
| 2019        | 8               | 9           |             |
| 2020        | 4               | 1           |             |
| 2021        | 14              | 6           |             |
| Összesen    | 31              | 20          |             |

### Válogatott góljai
2021. szeptember 8-án frissítve.
| #   | Dátum               | Helyszín                                    | Ellenfél       | Gólja | Végeredmény | Kiírás                                       |
| --- | ------------------- | ------------------------------------------- | -------------- | ----- | ----------- | -------------------------------------------- |
| 1.  | 2016. november 11.  | San Marino Stadion, Serravalle, San Marino  | San Marino     | 2–0   | 8–0         | 2018-as labdarúgó-világbajnokság selejtező   |
| 2.  | 2016. november 11.  | San Marino Stadion, Serravalle, San Marino  | San Marino     | 4–0   | 8–0         | 2018-as labdarúgó-világbajnokság selejtező   |
| 3.  | 2016. november 11.  | San Marino Stadion, Serravalle, San Marino  | San Marino     | 6–0   | 8–0         | 2018-as labdarúgó-világbajnokság selejtező   |
| 4.  | 2018. november 15.  | Red Bull Aréna, Lipcse, Németország         | Oroszország    | 3–0   | 3–0         | Barátságos mérkőzés                          |
| 5.  | 2019. március 24.   | Johan Cruijff Arena, Amszterdam, Hollandia  | Hollandia      | 2–0   | 3–2         | 2020-as labdarúgó-Európa-bajnokság selejtező |
| 6.  | 2019. június 11.    | Opel Arena, Mainz, Németország              | Észtország     | 2–0   | 8–0         | 2020-as labdarúgó-Európa-bajnokság selejtező |
| 7.  | 2019. június 11.    | Opel Arena, Mainz, Németország              | Észtország     | 6–0   | 8–0         | 2020-as labdarúgó-Európa-bajnokság selejtező |
| 8.  | 2019. szeptember 6. | Volksparkstadion, Hamburg, Németország      | Hollandia      | 1–0   | 2–4         | 2020-as labdarúgó-Európa-bajnokság selejtező |
| 9.  | 2019. szeptember 9. | Windsor Park, Belfast, Észak-Írország       | Észak-Írország | 2–0   | 2–0         | 2020-as labdarúgó-Európa-bajnokság selejtező |
| 10. | 2019. október 9.    | Signal Iduna Park, Dortmund, Németország    | Argentína      | 1–0   | 2–2         | Barátságos mérkőzés                          |
| 11. | 2019. november 19.  | Waldstadion, Frankfurt, Németország         | Észak-Írország | 1–1   | 6–1         | 2020-as Európa-bajnokság-selejtező           |
| 12. | 2019. november 19.  | Waldstadion, Frankfurt, Németország         | Észak-Írország | 3–1   | 6–1         | 2020-as Európa-bajnokság-selejtező           |
| 13. | 2019. november 19.  | Waldstadion, Frankfurt, Németország         | Észak-Írország | 4–1   | 6–1         | 2020-as Európa-bajnokság-selejtező           |
| 14. | 2020. október 13.   | RheinEnergieStadion, Köln, Németország      | Svájc          | 3–3   | 3–3         | 2020–2021-es UEFA Nemzetek Ligája            |
| 15. | 2021. március 28.   | Nemzeti Stadion, Bukarest, Románia          | Románia        | 1–0   | 1–0         | 2022-es labdarúgó-világbajnokság-selejtező   |
| 16. | 2021. június 7.     | Merkur Spiel-Arena, Düsseldorf, Németország | Lettország     | 5–0   | 7–1         | Barátságos mérkőzés                          |
| 17. | 2021. szeptember 5. | Mercedes-Benz Arena, Stuttgart, Németország | Örményország   | 1–0   | 6–0         | 2022-es labdarúgó-világbajnokság-selejtező   |
| 18. | 2021. szeptember 5. | Mercedes-Benz Arena, Stuttgart, Németország | Örményország   | 2–0   | 6–0         | 2022-es labdarúgó-világbajnokság-selejtező   |
| 19. | 2021. szeptember 8. | Laugardalsvöllur, Reykjavík, Izland         | Izland         | 1–0   | 4–0         | 2022-es labdarúgó-világbajnokság-selejtező   |
| 20. | 2021. október 8.    | Volksparkstadion, Hamburg, Németország      | Románia        | 1–1   | 2–1         | 2022-es labdarúgó-világbajnokság-selejtező   |